# Autodesk Softimage
Autodesk Softimage, или просто Softimage (ранее также Softimage|XSI) — полнофункциональный редактор трёхмерной графики, принадлежащий Autodesk, включающий в себя возможности 3D моделирования, анимации и создания спецэффектов. Это программное обеспечение преимущественно используется при создании кино, видеоигр, а также в рекламной индустрии для создания персонажей, объектов и окружения.
Выпущенный в 2000 году как преемник Softimage 3D, Softimage|XSI разрабатывался канадской компанией Softimage, Co., впоследствии ставшей дочерним предприятием Avid Technology. 23 октября 2008 года Autodesk приобрела у Avid торговую марку Softimage и активы 3D анимации примерно за 35 миллионов долларов, вследствие чего Softimage Co. перестала существовать как отдельная компания. В феврале 2009 Softimage|XSI в результате ребрендинга превратилась в Autodesk Softimage.
Autodesk больше не будут выпускать новые версии Softimage

## Главные особенности
- ICE (Interactive Creative Environment) — интенсивно развивающаяся интерактивная творческая среда — визуальный интерфейс для расширения возможностей программы и быстрого создания процедурных эффектов посредством использования диаграмм потоков данных, основанных на нодах (узлах). Работа с частицами, специальными кривыми (strands), геометрией, в том числе с топологией у полигональных объектов, кинематикой и многими другими данными, параметрами и атрибутами сцены. В среде ICE реализовано несколько решений для симмуляции различных физических эффектов, основными преимуществами которых является процедурность, гибкость, высокая производительность и качество. ICE позволяет художнику реализовать решения любой сложности без написания кода.
- 64-битная многопоточная архитектура.
- Настраиваемый технологический процесс. Softimage располагает множеством средств, позволяющих пользователям настроить программу в соответствии со строгими требованиями. Большое количество опций и настроек позволяет художникам и командам выстроить эффективный пайплайн, с возможностью внесения изменений на любом этапе работы.
- Мощный и удобный полигональный моделинг, а также процедурный моделинг в среде ICE.
- Взаимодействие с другими пакетами Autodesk.
- Инструменты для создания скелета и анимации персонажей.
- Нелинейная анимация при помощи Animation Mixer — инструмента, который позволяет пользователям микшировать анимационные клипы и слои таким же образом, как это делается в нелинейных программах видеомонтажа.
- Создание сложных Real Time шейдеров и материалов.
- Рендеринг и камеры — наиболее полная среди 3D-программ интеграция с системой визуализации mental ray, поддержка пакетной визуализации и визуализации из командной строки. Самая полная библиотека шейдеров mental ray.
- Физика и динамика частиц и геометрии:
  1. Классические инструменты Softimage для динамики твердых тел(на движках PhysX или ODE), мягких тел и ткани.
  2. Интегрированное расширение Syflex, для просчета ткани. В виде обычных операторов или инструментов в среде ICE.
  3. Симуляторы твердых тел на движках PhysX и Bullet в среде ICE. Применимо к симуляции частиц.
  4. Движок Lagoa, работающий в среде ICE. Создание эффектов мягких тел, ткани, частиц, жидкости, с возможностью сложного контроля. Имеется большая база готовых эффектов.
  5. Так же в поставке имеются примеры ассетов, реализованные из простых компонентов ICE(Verle)
- Инструменты для создания, настройки и просчета динамики волос(Shave and a Haircut). Так же Strands элементы, создаваемые в среде ICE.
- Мощный инструмент для лицевого рига и анимации Face Robot. Для работы с ключевой анимацией и mocap.
- Стерео камеры.
- Встроенный композер и плеер.
- Поддержка JScript, VBScript, Python для написания скриптов.
- Подробный SDK.

## ICE Interactive Creative Environment
В 2008 году Softimage выпустила архитектуру ICE (Interactive Creative Environment). ICE- это платформа визуального программирования, которая позволяет пользователям расширить возможности Softimage быстро и интуитивно, используя узловую (node-based) систему и гибкую логику. Это позволяет художникам создавать сложные процедурные ассеты.
ICE использует многопоточную обработку данных, используя преимущества многоядерных процессоров, что дает высокую производительность.
ICE представляет пакету Softimage широкую функциональность, благодаря использованию узлов(node) различных типов и спецификаций, а также дает возможность упаковывать собранные из узлов инструменты в специальные Compounds и сохранять для дальнейшего использования.
Этот подход к созданию инструментов гораздо проще, чем создание скриптов или обычное программирование.
ICE- это платформа для разработки инструментов с «открытым» доступом, что дает пользователю возможность легко менять и редактировать любую его часть. Такой подход к созданию инструментов, убирает необходимость в написании и использовании плагинов, что дает возможность пользователям быстро создавать и обмениваться инструментами, редактируя и совершенствуя их для решения своих задач. SDK в свою очередь предоставляет возможность написания собственных нод любой сложности на языке C++.
ICE канал на сайте vimeo.com Архивная копия от 31 мая 2010 на Wayback Machine

## Визуализаторы
Помимо встроенного mental ray и Hardware рендерера, Softimage может использовать следующие визуализаторы от сторонних разработчиков, имеющие поддержку Softimage
- Arnold Renderer
- 3Delight
- V-Ray (в стадии RC)
- Maxwell Render
- LuxRender
- Arion Render
- Octane
- FinalRender (в стадии разработки)
- Redshift

## Разработка игр
Видеоигры, созданные с применением Softimage
- Crysis
- Silent Hill 2,3,4
- Half-Life 2
- Hitman
- Lost Planet
- Metal Gear Solid 4
- Ninja Gaiden 2
- Resident Evil 5
- Star Wars: Battlefront
- Star Wars: Battlefront II
- Virtua Fighter 5
- Borderlands 2
- Mass Effect 3[2]

## Кино и видео
Softimage также множество раз использовалась в производстве кино и на телевидении.
- 300 спартанцев
- Appleseed
- Appleseed Ex Machina
- Аватар
- Братья Гримм
- Город грехов
- Парк Юрского Периода
- The Mask
- Casper
- Jumanji
- Город потерянных детей
- Titanic
- Men in Black
- Starship Troopers
- Godzilla
- The Matrix
- Звёздные войны. Эпизод I: Скрытая угроза
- Гарри Поттер и философский камень (фильм)
- Паутина Шарлотты
- Рога и копыта
- Трансформеры
- Гладиатор
- Флаббер
- Рекламные ролики Coca-Cola
- Рекламные ролики M&M's